# Neoarisemus obtusistylis
Neoarisemus obtusistylis är en tvåvingeart som beskrevs av Duckhouse 1978. Neoarisemus obtusistylis ingår i släktet Neoarisemus och familjen fjärilsmyggor. Inga underarter finns listade i Catalogue of Life.